# Nino Niederreiter
Nino Niederreiter (* 8. September 1992 in Chur) ist ein Schweizer Eishockeyspieler, der seit Februar 2023 bei den Winnipeg Jets aus der National Hockey League (NHL) unter Vertrag steht. Zuvor war der linke Flügelstürmer, der seine Karriere in seiner Heimat beim HC Davos begann, in der NHL bei den New York Islanders, die ihn im NHL Entry Draft 2010 an fünfter Position ausgewählt hatten, Minnesota Wild, Carolina Hurricanes und Nashville Predators aktiv. Mit der Schweizer Nationalmannschaft gewann er bei Weltmeisterschaften insgesamt viermal die Silbermedaille.

## Karriere

### Jugend
Niederreiter stammt aus dem Nachwuchs des EHC Chur, ehe er im Sommer 2006 in die Juniorenabteilung des HC Davos wechselte. Niederreiter galt als eines der grössten Talente des Schweizer Eishockeys. So kam er in der Saison 2008/09 im Alter von 16 Jahren in drei Playoff-Partien des späteren Schweizer Meisters HC Davos zum Einsatz und gab dabei eine Vorlage.

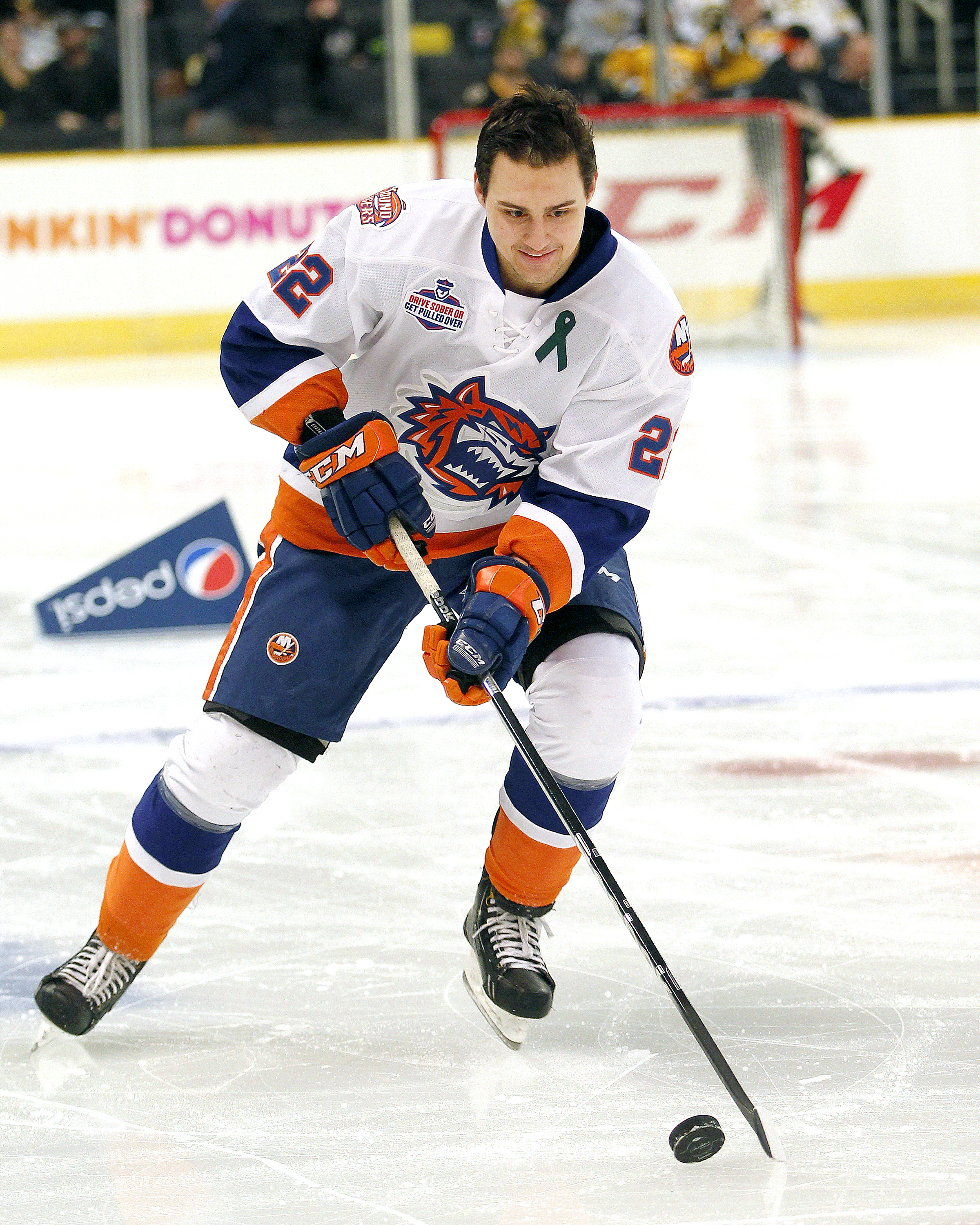
Niederreiter im Trikot der Bridgeport Sound Tigers

Nachdem er im CHL Import Draft 2009 an zweiter Gesamtposition von den Portland Winterhawks aus der Western Hockey League ausgewählt worden war, wechselte er im Herbst 2009 nach Nordamerika. Im NHL Entry Draft 2010 wurde Niederreiter an fünfter Gesamtposition von den New York Islanders ausgewählt und war somit bis Nico Hischier (2017) der am höchsten gewählte Schweizer Spieler in der Historie des NHL Entry Draft. Im September 2010 unterzeichnete er einen Dreijahresvertrag bei den New York Islanders. Am 13. Oktober 2010 erzielte er mit der 1:0-Führung gegen die Washington Capitals sein erstes Tor in der National Hockey League. Somit wurde Niederreiter mit 18 Jahren und 35 Tagen zum jüngsten Islanders-Torschützen aller Zeiten. Am 28. Oktober 2010 beschloss die Klubleitung der New York Islanders, Niederreiter nach neun Saisonspielen zurück zu den Portland Winterhawks zu schicken. In der Saison 2010/11 spielte er in Portland gemeinsam mit seinem Landsmann Sven Bärtschi und erreichte mit der Mannschaft die Finalspiele um den Ed Chynoweth Cup, in denen die Winterhawks in fünf Spielen den Kootenay Ice unterlagen.

### NHL
Vor der Saison 2011/12 erhielt Niederreiter einen Stammplatz im NHL-Kader der Islanders, verletzte sich aber in einem Vorbereitungsspiel. Nach Wiedergenesung wurde er zunächst in fünf Spielen in der American Hockey League eingesetzt, ehe er Mitte November sein erstes NHL-Spiel der Saison absolvierte. Schließlich wurde der junge Schweizer aber wieder in die AHL versetzt, wo er die gesamte Spielzeit 2012/13 als Stammspieler absolvierte. Ende Juni 2013 wurde der Angreifer im Austausch für Cal Clutterbuck und einem Drittrunden-Wahlrecht im NHL Entry Draft 2013 zu den Minnesota Wild transferiert. Dort gelang ihm schließlich die Etablierung in der NHL. Seinen ersten Treffer für Minnesota erzielte Niederreiter am 12. Oktober 2013, beim 5:1-Heimsieg gegen die Dallas Stars. Am Ende der regulären Saison stand Niederreiter bei 36 Scorerpunkten. Die Minnesota Wild qualifizierten sich für die Playoffs, wo sie in der zweiten Runde den Chicago Blackhawks nach Spielen mit 2:4 unterlagen. In 13 Playoff-Spielen steuerte der Churer drei Tore und drei Assists bei.
Im Laufe der folgenden drei Jahre steigerte sich der Eidgenosse in seiner Punktausbeute stetig. Nach seinem Rekordjahr mit 57 Punkten am Ende der Saison 2016/17 unterzeichnete Niederreiten im Juli 2017 einen neuen Fünfjahresvertrag in Minnesota, der ihm ein durchschnittliches Jahresgehalt von 5,25 Millionen US-Dollar einbringen soll. Es war zum Zeitpunkt der Unterzeichnung der bestdotierte Kontrakt eines Schweizer Eishockeyspielers. Er erfüllte den Vertrag jedoch nicht bei den Wild, da er im Januar 2019 im Tausch für Victor Rask zu den Carolina Hurricanes transferiert wurde. Beim Team aus North Carolina gilt er als ein wichtiger Faktor, dass die Hurricans in der Saison 2018/19 wieder – nach zuletzt 2009 – die Play-offs erreichten und dort erst im Conference-Finale an den Boston Bruins scheiterten. Auch in den folgenden zwei Spielzeiten war er eine wichtige Stütze im Spiel der Carolina Hurricanes, mit welchen er jeweils auch in den Play-offs spielte.
Trotzdem wurde, auf Grund seines hohen Gehalts und der Ausrichtung auf junge Spieler, sein auslaufender Vertrag bei den Hurricanes im Sommer 2022 nicht verlängert. Auf Vermittlung seines Schweizer NHL-Spielerkollegen Roman Josi, wechselte Niederreiter im Juli 2022 als Free Agent zu den Nashville Predators, wo er einen Zweijahresvertrag mit einem durchschnittlichen Jahresgehalt von vier Millionen US-Dollar unterzeichnete. Beim NHL-Team aus der Country-Hauptstadt erzielte er im Oktober 2022 sein insgesamt 200. NHL-Tor und ist damit der erste Schweizer Eishockeyspieler mit dieser Rekordmarke.
Im Februar 2023 allerdings, wenige Tage vor der Trade Deadline, gaben ihn die Predators an die Winnipeg Jets ab und erhielten im Gegenzug ein Zweitrunden-Wahlrecht im NHL Entry Draft 2024.

### International
International spielte Niederreiter für die Schweiz bei den U18-Junioren-Weltmeisterschaften 2008 und 2009. Ausserdem führte er als 17-Jähriger sein Heimatland bei der U20-Junioren-Weltmeisterschaft 2010 überraschend ins Halbfinale. Mit der U20-Auswahl der Schweiz erreichte er den vierten Platz und wurde in das All-Star-Team des Turniers berufen.

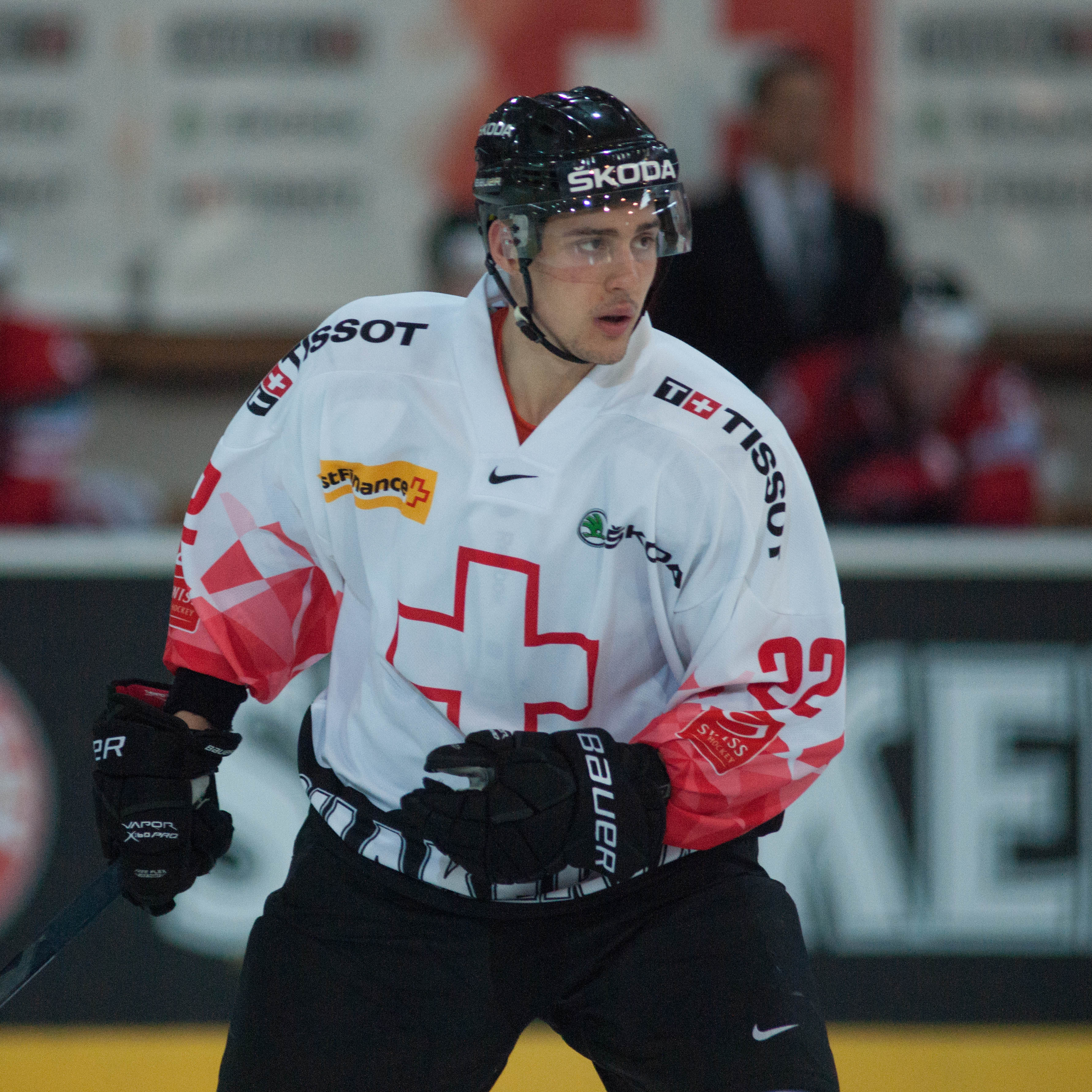
Niederreiter bei einem Länderspiel, April 2012

Im Frühling 2010 wurde Niederreiter für die Herren-Nationalmannschaft aufgeboten, für die er eine Partie bei der Weltmeisterschaft 2010 bestritt. Bei der Weltmeisterschaft 2013 in Stockholm und Helsinki war er erneut Teil der Nationalmannschaft und errang mit dieser die Silbermedaille. Diesen Erfolg wiederholte er bei den Weltmeisterschaften der Jahre 2018, 2024 und 2025.
Außerdem vertrat er das Team Europa beim World Cup of Hockey 2016 und belegte dort mit der Mannschaft den zweiten Platz.

## Erfolge und Auszeichnungen
| - 2009 Schweizer Meister mit dem HC Davos - 2010 Teilnahme am CHL Top Prospects Game - 2010 WHL West Second All-Star-Team | - 2013 Teilnahme am AHL All-Star Classic - 2016 Ehrenbürger der Stadt Chur |

### International
| - 2010 All-Star-Team der U20-Junioren-Weltmeisterschaft - 2013 Silbermedaille bei der Weltmeisterschaft - 2016 Zweiter Platz beim World Cup of Hockey | - 2018 Silbermedaille bei der Weltmeisterschaft - 2024 Silbermedaille bei der Weltmeisterschaft - 2025 Silbermedaille bei der Weltmeisterschaft |

## Karrierestatistik
Stand: Ende der Saison 2024/25

### International
| Vertrat die Schweiz bei: - U18-Junioren-Weltmeisterschaft 2008 - U18-Junioren-Weltmeisterschaft 2009 - U20-Junioren-Weltmeisterschaft 2010 - Weltmeisterschaft 2010 - Weltmeisterschaft 2012 - Weltmeisterschaft 2013 - Olympischen Winterspielen 2014 | - Weltmeisterschaft 2016 - Weltmeisterschaft 2018 - Weltmeisterschaft 2019 - Weltmeisterschaft 2023 - Weltmeisterschaft 2024 - Weltmeisterschaft 2025 | Vertrat Team Europa bei: - World Cup of Hockey 2016 |

(Legende zur Spielerstatistik: Sp oder GP = absolvierte Spiele; T oder G = erzielte Tore; V oder A = erzielte Assists; Pkt oder Pts = erzielte Scorerpunkte; SM oder PIM = erhaltene Strafminuten; +/− = Plus/Minus-Bilanz; PP = erzielte Überzahltore; SH = erzielte Unterzahltore; GW = erzielte Siegtore; 1 Play-downs/Relegation; Kursiv: Statistik nicht vollständig)